# 布萊恩鎮區 (堪薩斯州馬里昂縣)
布萊恩鎮區（英語：Blaine Township）為美國堪薩斯州馬里昂縣轄下的鎮區。2010年美国人口普查中此鎮區人口有185人。

## 地理
布萊恩鎮區涵蓋總面積為92.7平方（35.78平方英里），其中陸地面積為92.3平方（35.64平方英里），水域面積為0.36平方（0.14平方英里）或0.39%。海拔高度1,381（4,531英尺）。

## 人口統計
根據2010年美國人口普查，布萊恩鎮區人口有185人，其中男性有105人，女性有80人，人口密度為每平方公里2.00人，住房計101戶。鎮區內的白人有182人，非裔美國人有1人，美洲原住民有2人，亞裔美國人有0人，太平洋島裔美國人有0人，其他種族有0人，混血種族則有0人。此外鎮區內有1人為西班牙裔或拉丁裔美國人。此鎮區之年齡中位數為47.5歲，而男性年齡中位數為42.3歲，女性年齡中位數為54.0歲。

## 交通

### 主要公路
- 15號堪薩斯州州道